# ГЕС Tsengwen
ГЕС Tsengwen – гідроелектростанція на півдні острова Тайвань. Використовує ресурс із річки Tsengwen, яка дренує західний схил вододільного хребта острова та впадає до Тайванської протоки на північній околиці міста Тайнань.
В межах проекту річку перекрили кам’яно-накидною греблею висотою 133 метри та довжиною 400 метрів, яка утворила витягнуте по долині Tsengwen на 17,4 км найбільше в країні водосховище з об’ємом 748 млн м3. При площі поверхні 17 км2 та припустимому коливанні рівня між позначками 175 та 230 метрів НРМ корисний об’єм сховища складав 631 млн м3, втім, внаслідок накопичення осадів він суттєво зменшився – станом на середину 2010-х до 462,6 млн м3 (при цьому загальний об’єм став практично таким же – 462,7 млн м3). Можливо також відзначити таку особливість тайванських сховищ, як стрімке заповнення осадами внаслідок тайфунів. Так, за три серпневі дні 2009 року ураган Моракот зменшив ємність резервуару Tsengwen на 91 млн м3.
В 2004-му почали спорудження системи для перекидання у сховище додаткового ресурсу з річки Laonong, яка дренує центральну частину вододільного хребта та є лівим витоком Gaoping (має устя на південному боці острова на східній околиці Гаосюна). Прокладена звідси траса може подавати 600 тис м3 води на добу та включає східний тунель довжиною 9,6 км, акведук у долині Chishan (правий витік Gaoping) та західний тунель довжиною 4,3 км. Останній перетинає водорозділ між сточищами Chishan і Tsengwen та виходить до лівої притоки останньої річки Caolan.
Пригреблевий машинний зал обладнаний однією турбіною типу Френсіс потужністю 50 МВт, яка при напорі у 101 метр забезпечує виробництво 212 млн кВт-год електроенергії на рік.
Можливо відзначити, що виробітка електроенергії є лише однією з функцій гідрокомплексу, котрий також  забезпечує іригацію (споживає 900 млн м3 на рік) та водопостачання (120 млн м3 на рік).